# Molophilus (Molophilus) zenta
Molophilus (Molophilus) zenta is een tweevleugelige uit de familie steltmuggen (Limoniidae). De soort komt voor in het Australaziatisch gebied.